# 周鳳 (天順進士)
周鳳（1425年—？），字文祥，陝西臨洮府狄道縣人，明朝政治人物。進士出身。

## 生平
景泰元年（1450年）以汲縣學生中式庚午科河南鄉試第二十四名。天順四年（1460年）庚辰科會試第二十一名，殿試登進士第二甲第十九名。七年二月擢授兵部主事，成化九年任太平府知府。

## 家族
曾祖父周全。祖父周禮。父亲周英。